# Symantec
Symantec er et multinationalt selskab der arbejder med datasikkerhed. Det er grundlagt i år 1982 og har i dag over 18.000 ansatte.
Symantec tilbyder antivirus-program, firewalls og andre typer af sikkerhedsværktøjer under varemærket Norton. Navnet Norton kommer fra købet af Peter Norton Computing 1990 fra grundlæggeren Peter Norton. Symantec leverer også løsninger og tjenester til effektiv opbevaring og arkivering af data. Selskabet har købt op en række datasikkerhedsselskaber, blandt dem Sygate Technologies, Veritas og Altiris.

## Produkter
- Norton 360
- Norton Antivirus-program
- Norton AntiSpam
- Norton Commander
- Norton Ghost
- Norton GoBack
- Norton Internet Security
- Norton Personale Firewall
- Norton SystemWorks
- PartitionMagic
- WinFax